# John Shae Perring
John Shae Perring, né à Boston le 24 janvier 1813 et mort à Manchester le 16 janvier 1869, est un ingénieur, égyptologue, anthropologue de nationalité britannique, particulièrement remarquable pour son travail de fouilles et de documentation des pyramides égyptiennes.

## Biographie
En 1837, Perring et l’archéologue britannique Richard William Howard Vyse commencent à fouiller à Gizeh, après le départ de Giovanni Battista Caviglia qui a été engagé par H. Vyse en 1835 grâce à son expérience des fouilles depuis 1816, et ils ont entamé leurs fouilles en 1836. Perring et Vyse ont utilisé de la poudre à canon pour se frayer un chemin dans plusieurs monuments, puis pour atteindre des chambres cachées, comme la chambre funéraire de la pyramide de Mykérinos, les documentant au fur et à mesure. Quand Giovanni Battista Caviglia quitte l’équipe, Perring devient l’assistant de Vyse et quand Vyse lui-même part pour l’Angleterre en 1837, Perring poursuit les fouilles avec le soutien financier de Vyse.
Aidé du major-général Richard Vyse, il fouille de nombreuses pyramides de la région memphite en Égypte, n'hésitant pas à faire usage de la poudre noire pour forcer leur chemin dans plusieurs monuments, dont la chambre funéraire de la pyramide de Mykérinos.
Dans le cadre de son travail, Perring dessine plusieurs cartes, plans et coupes transversales des pyramides à Abou Rawash, Gizeh, Abousir, Saqqarah et Dahchour. Il explore pour la première fois l'intérieur de la pyramide d'Ouserkaf à Saqqarah en 1839, en passant par un tunnel de voleur découvert précédemment par l'archéologue Orazio Marucchi en 1831. Perring pense que la pyramide appartenait à Djedkarê mais celle-ci a été correctement identifiée par l'égyptologue Cecil Firth en 1928. Firth est mort en 1931 et les fouilles de la pyramide n'ont pas été reprises jusqu'en 1948, lorsque Jean-Philippe Lauer y poursuivi des investigations plus poussées.
Perring a ajouté certains graffitis à la pyramide rouge à Dahchour, lesquels sont toujours visibles. 
Perring a publié son travail dans « Les pyramides de Gizeh », trois volumes publiés de 1839 à 1842. Vyse a également publié des croquis de Perring dans le troisième volume « Annexe aux opérations menées à la pyramide de Gizeh en 1837 ».